# Basiliximab
Basiliximab (Simulect) es un anticuerpo monoclonal que actúa como inmunosupresor. Se obtiene por ingeniería genética con murinos y células humanas.
Es un compuesto quimérico fabricado por tecnología de ADN recombinante, tiene con una molécula de inmunoglobulina G (IgG); como glicoproteína se forma de un 75% humano y 25% murino. Es un producto de Novartis Pharmaceuticals y fue aprobado por la FDA en 1998.
Es análogo al daclizumab.

## Mecanismo de acción
Compite directamente con la interleucina 2 al tener afinidad por la subunidad alfa (también conocido como antígeno CD25) del receptor de IL-2 de los linfocitos T, bloqueando de este modo su activación.

## Indicaciones
Está indicado en el rechazo de trasplantes.

## Precauciones
Atraviesa la barrera placentaria, por eso debe evitarse durante la lactancia.

## Dosis
- Adultos: 20 mg al día.
- Niños: 12 mg por superficie corporal total en mg por metro cuadrado.
- Para lograr buena inmunosupresión se requieren dos dosis y no requiere monitorización.